# Васієв Ділшод Саїджонович
Ділшод Саїджонович Васієв (тадж. Дилшод Саидҷонович Восиев; нар. 12 лютого 1988, Душанбе, Таджицька РСР) — таджицький футболіст, атакувальний півзахисник та нападник. Виступав за національну збірну Таджикистану.

## Клубна кар'єра
Розпочав свою професійну кар'єру 2006 року в складі душанбінської команди «Хіма». Під час виступів за «Хіму», футболістом цікавилася вірменська «Міка», й незабаром у 2008 році він підписав контракт із єреванською командою та переїхав до Вірменії.
У складі єреванської «Міки» зіграв у сімнадцяти матчах чемпіонату Вірменії та відззначився 2-ма голами. Восени 2008 року розірвав контракт з вірменською командою і повернувся до Таджикистану, де в останніх турах чемпіонату відзначився 4-ма голами у складі душанбинського «Енергетика».
На початку 2009 року його запросив до своїх лав новостворений і амбітний клуб із Душанбе — «Істіклол». Васієв підписав контракт із «Істіклолом» і почав виступати за новий клуб. Першим голом за нову команду у чемпіонаті Таджикистану відзначився 4 квітня 2009 року. Незабаром став провідним гравцем «Істіклолу», а згодом і капітаном команди, зробив свій істотний внесок у посилення команди. Саме у складі «Істіклолу» став найкращим бомбардиром чемпіонату Таджикистану у 2012 році (24 голи). Наступного року відзначився 13-ма голами, проте 3 з них були анульовані (разом з результатом матчу проти «Панджшера») і він поступився у суперечці бомбардирів іранцю Хусейні Сухробі. У 2014 році вдруге в кар'єрі виграв суперечку бомбардирів чемпіонату, відзначився 15-ма голами. Також у складі душанбинської команди став чемпіоном Таджикистану у 2010, 2011 та 2014 роках. У вересні 2016 року виключений на три місяці через розрив медіальної колатеральної зв'язки. 21 січня 2019 року Істіклол оголосив, що після 10 років виступів за душанбинців, залишив клуб.
5 лютого 2019 року «Худжанда» оголосив про перехід Ділщода Васієва.
31 березня 2020 року представлений як новачок клубу «ЦСКА-Памір» (Душанбе) на сезон 2020 року.

## Кар'єра в збірній
Вже 2006 року на Васієва почали звертати увагу тренери національної збірної. Також він встиг зіграти у складі молодіжної та олімпійської збірної Таджикистану. З 2006 року виступає за національну збірну Таджикистану. Ділшод Васієв є капітаном та найкращим гвардійцем збірної Таджикистану.

## По завершення кар'єри гравця
15 березня 2024 року Істіклол оголосив, що Ділшод Васієв увійде до тренерського штабу нового головного тренера Ніколи Лазаревича.

## Особисте життя
Його брат, Фарход, також професійний футболіст.

## Статистика виступів

### Клубна
Станом на 26 лютого 2021
| Клуб                  | Сезон             | Ліга                   | Ліга  | Ліга | Нац. кубок | Нац. кубок | Конт. кубок | Конт. кубок | Інші  | Інші | Загалом | Загалом |
| Клуб                  | Сезон             | Дивізіон               | Матчі | Голи | Матчі      | Голи       | Матчі       | Голи        | Матчі | Голи | Матчі   | Голи    |
| --------------------- | ----------------- | ---------------------- | ----- | ---- | ---------- | ---------- | ----------- | ----------- | ----- | ---- | ------- | ------- |
| «Міка»                | 2008              | Прем'єр-ліга Вірменії  | 19    | 2    | 0          | 0          | 1           | 0           | –     | –    | 20      | 2       |
| «Енергетик» (Душанбе) | 2008              | Вища ліга Таджикистану |       | 4    |            |            | –           | –           | –     | –    |         |         |
| «Істіклол»            | 2009              | Вища ліга Таджикистану |       | 7    |            |            | –           | –           | –     | –    |         |         |
| «Істіклол»            | 2010              | Вища ліга Таджикистану |       |      |            |            | –           | –           | 1     | 2    | 1       | 2       |
| «Істіклол»            | 2011              | Вища ліга Таджикистану |       |      |            |            | 5           | 1           | 1     | 1    | 6       | 2       |
| «Істіклол»            | 2012              | Вища ліга Таджикистану |       | 24   |            |            | 5           | 3           | 1     | 0    | 6       | 27      |
| «Істіклол»            | 2013              | Вища ліга Таджикистану | 17    | 10   |            |            | –           | –           | –     | –    | 17      | 10      |
| «Істіклол»            | 2014              | Вища ліга Таджикистану | 17    | 15   | 6          | 11         | –           | –           | 1     | 1    | 24      | 27      |
| «Істіклол»            | 2015              | Вища ліга Таджикистану | 13    | 6    | 5          | 4          | 10          | 3           | 0     | 0    | 28      | 13      |
| «Істіклол»            | 2016              | Вища ліга Таджикистану | 16    | 3    | 6          | 4          | 6           | 0           | 1     | 0    | 29      | 7       |
| «Істіклол»            | 2017              | Вища ліга Таджикистану | 20    | 16   | 5          | 4          | 11          | 4           | 1     | 0    | 37      | 24      |
| «Істіклол»            | 2018              | Вища ліга Таджикистану | 21    | 6    | 7          | 4          | 5           | 1           | 1     | 0    | 34      | 11      |
| «Істіклол»            | Загалом           | Загалом                | 104   | 87   | 29         | 28         | 43          | 12          | 7     | 4    | 183     | 124     |
| «Худжанд»             | 2019              | Вища ліга Таджикистану | 20    | 6    |            |            | 8           | 3           | –     | –    | 28      | 9       |
| «ЦСКА-Памір»          | 2020              | Вища ліга Таджикистану | 18    | 2    | 1          | 0          | –           | –           | –     | –    | 19      | 2       |
| «Рахматгандж»         | 2021              | Прем'єр-ліга Бангладеш | 9     | 2    |            |            | –           | –           | –     | –    | 9       | 2       |
| Усього за кар'єру     | Усього за кар'єру | Усього за кар'єру      | 170   | 103  | 30         | 28         | 51          | 15          | 7     | 4    | 258     | 150     |

### У збірній
| національна збірна Таджикистану | національна збірна Таджикистану | національна збірна Таджикистану |
| Рік                             | Матчі                           | Голи                            |
| ------------------------------- | ------------------------------- | ------------------------------- |
| 2007                            | 6                               | 1                               |
| 2008                            | 0                               | 0                               |
| 2009                            | 0                               | 0                               |
| 2010                            | 5                               | 0                               |
| 2011                            | 12                              | 2                               |
| 2012                            | 5                               | 1                               |
| 2013                            | 3                               | 0                               |
| 2014                            | 5                               | 2                               |
| 2015                            | 8                               | 0                               |
| 2016                            | 2                               | 0                               |
| 2017                            | 4                               | 2                               |
| Загалом                         | 50                              | 8                               |

Станом на 10 жовтня 2017 року

#### Голи за збірну
Рахунок та результат збірної Таджикистану в таблиці подано на першому місці.
Станом на 5 вересня 2017 року
| #  | Дата            | Місце                                  | Суперник  | Рахунок | Результат | Змагання                           | Пос. |
| -- | --------------- | -------------------------------------- | --------- | ------- | --------- | ---------------------------------- | ---- |
| 1. | 28 жовтня 2007  | Памір, Душанбе, Таджикистан            | Бангладеш | 4–0     | 5–0       | кваліфікація чемпіонату світу 2010 |      |
| 2. | 27 березня 2011 | Сугатхадаса, Коломбо, Шрі-Ланка        | Шрі-Ланка | 2–0     | 2–2       | Товариський матч                   |      |
| 3. | 29 березня 2011 | Сугатхадаса, Коломбо, Шрі-Ланка        | Шрі-Ланка | 2–0     | 2–0       | Товариський матч                   |      |
| 4. | 6 вересня 2012  | Ауді Шпортпарк, Інгольштадт, Німеччина | Катар     | 2–0     | 2–0       | Товариський матч                   |      |
| 5. | 7 червня 2014   | А. Ле Кок Арена, Таллінн, Естонія      | Естонія   | 1–0     | 1–2       | Товариський матч                   |      |
| 6. | 8 серпня 2014   | Памір, Душанбе, Таджикистан            | Малайзія  | 2–0     | 4–1       | Товариський матч                   |      |
| 7. | 13 червня 2017  | Памір, Душанбе, Таджикистан            | Філіппіни | 1–3     | 3–4       | кваліфікація кубку АФК 2019        |      |
| 8. | 5 вересня 2017  | Дасаратх Рангасала, Катманду, Непал    | Непал     | 2–0     | 2–1       | кваліфікація кубку АФК 2019        |      |

#### Голи за збірну в неофіційних товариських матчах
Станом на 10 вересня 2014
| #  | Дата           | Місце              | Суперник   | Рахунок | Результат | Змагання         |
| -- | -------------- | ------------------ | ---------- | ------- | --------- | ---------------- |
| 1. | 15 жовтня 2013 | Бішкек, Киргизстан | Киргизстан | 1–4     | Перемога  | Товариський матч |

## Досягнення

### Командні
«Істіклол»
- Вища ліга Таджикистану
  -  Чемпіон (7): 2010, 2011, 2014, 2015, 2016[2], 2017[3], 2018
  -  Срібний призер (1): 2013
  -  Бронзовий призер (1): 2012

- Кубок Таджикистану
  -  Володар (6): 2009, 2010, 2013, 2014, 2016[4], 2018
  -  Фіналіст (2): 2011, 2012

- Суперкубок Таджикистану
  -  Володар (3): 2014, 2016[5], 2018

- Кубок президента АФК
  -  Володар (1): 2012

Таджикистан
- Кубок виклику АФК
  -  Срібний призер (1): 2008
  -  Бронзовий призер (1): 2010

### Індивідуальні
- Найкращий бомбардир Вищої ліги Таджикистану: 2012, 2014, 2017